# Turó de Sant Pere del Bosc
El Turó de Sant Pere del Bosc és una muntanya de 162 metres que es troba al municipi de Lloret de Mar, a la comarca de la Selva.